# Ann Gillis
Ann Gillis, Alma Mabel Conner (Little Rock, Arkansas, 1927. február 12. – Horam, East Sussex, Anglia, 2018. január 31.) amerikai színésznő.

## Filmjei

### Mozifilmek
- Orvos (Men in White) (1934)
- A nagy Ziegfeld (The Great Ziegfeld) (1936)
- The Singing Cowboy (1936)
- Postal Inspector (1936)
- Allah kertje (The Garden of Allah) (1936)
- The Man I Marry (1936)
- Amigo (1936)
- King of Hockey (1936)
- Off to the Races (1937)
- You Can't Buy Luck (1937)
- The Californian (1937)
- Tamás úrfi kalandjai (The Adventures of Tom Sawyer) (1938)
- Peck's Bad Boy with the Circus (1938)
- Little Orphan Annie (1938)
- Kék csillag (Beau Geste) (1939)
- A kis csitri (The Under-Pup) (1939)
- Edison, the Man (1940)
- Minden, és ráadásul az ég (All This, and Heaven Too) (1940)
- My Love Came Back (1940)
- Little Men (1940)
- Asszony akarok lenni (Nice Girl?) (1941)
- Mr. Dynamite (1941)
- Glamour Boy (1941)
- Meet the Stewarts (1942)
- Tough As They Come (1942)
- Bambi (1942, hang)
- 'Neath Brooklyn Bridge (1942)
- Stage Door Canteen (1943)
- Man from Music Mountain (1943)
- Mióta távol vagy (Since You Went Away) (1944)
- Janie (1944)
- Abbott és Costello a társaságban (In Society) (1944)
- A Wave, a WAC and a Marine (1944)
- The Cheaters (1945)
- Gay Blades (1946)
- Janie Gets Married (1946)
- Abbott és Costello és a szellemek (The Time of Their Lives) (1946)
- Sweetheart of Sigma Chi (1946)
- Big Town After Dark (1947)
- 2001: Űrodüsszeia (2001: A Space Odyssey) (1968)

### Tv-filmek
- BBC Sunday-Night Play (1963)

### Tv-sorozatok
- Out There (1951, egy epizódban)
- Studio One (1951, egy epizódban)
- Man of the World (1963, egy epizódban)
- Espionage (1964, egy epizódban)
- Az angyal (The Saint) (1964–1965, két epizódban)